# We the Best Forever
We the Best Forever je páté studiové hudební album DJ Khaleda. Bylo vydáno 19. července 2011 pod labely We the Best Music Group, Terror Squad Entertainment, Cash Money Records a Universal Motown. Jde o jeho první album vydané u major labelu.

## O albu
Khaled potvrdil v září 2010, že na albu chce spolupracovat s lidmi, s kterými spolupracoval v minulosti – Kanye West, Jay-Z, Birdman, Lil Wayne, T.I. a Akon. Chtěl, aby se Eminem objevil v jedné z jeho písní. Nakonec se na albu objevilo celkem třicet čtyři hostů. Mezi nejslavnější z nich patří Lil Wayne, Drake, Akon, Ne-Yo, Chris Brown, Rick Ross, Busta Rhymes, B.o.B nebo Ludacris.
18. ledna 2011 byl vypuštěn singl s názvem "Welcome to My Hood" (ft. Rick Ross, Plies, Lil Wayne a T-Pain). Umístil se na 79. místě Billboard Hot 100. 20. května měl premiéru druhý singl "I'm on One" (ft. Drake, Rick Ross a Lil Wayne). Produkovali ho T-Minus a Noah "40" Shebib, singl debutoval na 78. místě Billboard Hot 100, od té doby se vyšplhal na 10. místo, čímž se stal Khaledovým nejúspěšnějším singlem.

## Po vydání
Album debutovalo na 5. příčce žebříčku Billboard 200 s 53 000 prodanými kusy v první týden prodeje v USA. Pro DJ Khaleda je toto umístění zatím jeho nejlepším. Celkem se alba v USA prodalo 129 000 kusů.

## Seznam skladeb
| #  | Píseň                         | Host(é) | Producent(i)                                   | Délka |
| -- | ----------------------------- | --- | ---------------------------------------------- | ----- |
| 1  | "I'm On One"                  | Drake, Rick Ross & Lil Wayne                                                                                          | T-Minus, "40" Shebib, Kromatik (co.)           | 4:56  |
| 2  | "Welcome to My Hood"          | T-Pain, Rick Ross, Plies & Lil Wayne                                                                                  | The Renegades, DJ Nasty & LVM, DJ Khaled (co.) | 4:10  |
| 3  | "Money"                       | Young Jeezy & Ludacris                                                                                                | Lex Luger                                      | 3:55  |
| 4  | "I'm Thuggin"                 | Waka Flocka Flame & Ace Hood                                                                                          | Lex Luger                                      | 4:16  |
| 5  | "It Ain't Over Til It's Over" | Fabolous, Mary J. Blige & Jadakiss                                                                                    | Infinity                                       | 3:13  |
| 6  | "Legendary"                   | Chris Brown, Keyshia Cole & Ne-Yo                                                                                     | DJ Nasty & LVM, Gary Carolla                   | 4:16  |
| 7  | "Sleep When I’m Gone"         | Cee Lo Green, Game & Busta Rhymes                                                                                     | Danja                                          | 5:22  |
| 8  | "Can't Stop"                  | Birdman & T-Pain | Boi-1da, Matthew Burnett                       | 2:49  |
| 9  | "Future"                      | Ace Hood, Meek Mill, Big Sean, Wale & Vado                                                                            | Boi-1da                                        | 5:35  |
| 10 | "My Life"                     | Akon & B.o.B | Lu Diaz & Ben Diehl                            | 3:31  |
| 11 | "A Million Lights"            | Kevin Rudolf, Tyga, Mack Maine, Jae Millz & Cory Gunz                                                                 | The Runners, The Monarch                       | 4:29  |
| 12 | "Welcome to My Hood" (Remix)  | T-Pain, Ludacris, Busta Rhymes, Twista, Mavado, Birdman, Ace Hood, Fat Joe, Jadakiss, Bun B, Game & Waka Flocka Flame | The Renegades, DJ Nasty & LVM, DJ Khaled       | 7:10  |

### Deluxe Edition Bonusy
- 13. "Self Paid" (ft. Rox & Rick Ross)
- 14. "Rock N Roll (Remix)" (ft. Raekwon, Game, Pharrell & Busta Rhymes)
- 15. "Bottles And Rockin J's" (ft. Game, Busta Rhymes, Rick Ross, Fabolous, & Lil Wayne)